# Religieuzen van Jezus-Maria
De Religieuzen van Jezus-Maria (R.J.M.) (ook Ignaciinnen) is een rooms-katholieke congregatie van vrouwelijke religieuzen. De congregatie werd op 5 oktober 1818 gesticht door de heilige Claudine Thévenet (1774-1837) in Lyon (Frankrijk) en heeft als doel onderwijs en opvoeding van jongeren.
De congregatie had in 2018 wereldwijd 569 scholen met meer dan 100.000 leerlingen in landen als Frankrijk, Spanje, Ierland, India, Pakistan, de Filipijnen, Indonesië en Syrië. De congregatie was ook actief in Cuba, Algerije en Equatoriaal-Guinea maar werd daar uitgewezen. De Religieuzen van Jezus-Maria telden in 2018 meer dan 1.200 leden. Het hoofdhuis is in Rome en in Europa zijn er drie provinciale huizen: in Spanje, Ierland en Lyon (voor Frankrijk, de rest van Europa en het Midden-Oosten).